# Georges Leborre
Georges Leborre – francuski zapaśnik walczący w stylu wolnym. Brązowy medalista mistrzostw Europy w 1933 roku.